# James Pradier

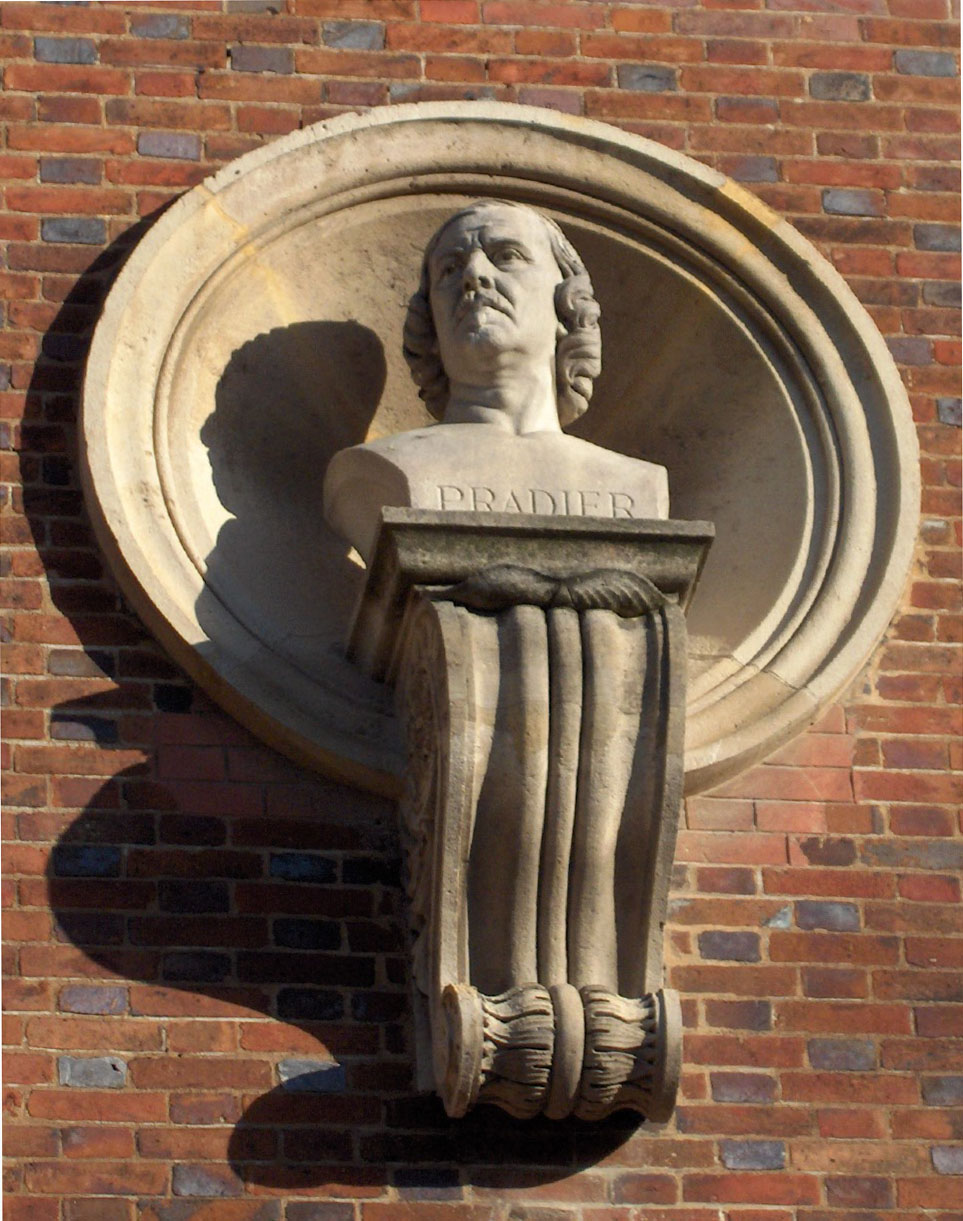
James Pradier.

James Pradier (egentligen från Jean-Jacques Pradier), född 23 maj 1790 i Genève, död 4 juni 1852 i Bougival, var en fransk skulptör.
Pradier kom 1810 till Paris, vann Rompriset vid akademien och reste 1813 till Rom. Efter sin återkomst verkade han i Paris, där han blev medlem av Institutet 1827. Han var en skicklig eklektiker, närmast i Canovas riktning, står högst i sina kvinnobilder, eleganta och behagfulla med utmärkt behandling av marmorn. Bland hans arbeten finns Niobid (1822) och Psyche med fjäriln (1824, båda i Louvren), Kloris, Leda, Fryne (i franska provinsmuseer), Atalanta (1850), Sapfo (1852, båda i Louvren) samt Odödligheten (ädel staty, Protestantiska kyrkogården i Nîmes). Bland hans monumentalverk är sänggudinnorna på Molièrefontänen och de tolv segergudinnor, som vaktar Napoleons grav i Invaliddomen. "I de sistnämnda nådde han en stor och hög stil och öfverträffade sig själf", skriver Georg Nordensvan i Nordisk familjebok. Andra verk av Pradier är apostlastatyerna i Madeleinekyrkan, Rousseaus staty i Genève och allegoriska figurer på en fontän i Nîmes.